# Le Grand Veneur
Le Grand Veneur is een wit art-decogebouw uit 1936 gelegen te Keerbergen, België. Het gebouw is gerenoveerd en omgevormd tot luxe-loften.

## Geschiedenis

### Hotelperiode
Het oorspronkelijk wit art-deco gebouw dateert uit 1936. Oorspronkelijk was het gebouw een luxueus hotel eigendom van de Keerbergse burgemeester Julien Peere. Het hotel was in de wijde omtrek van Keerbergen bekend. Het hotel was luxueus ingericht en had een 3 Ha  groot park met een meerdere tennispleinen. Verschillende prominenten tekenden het gastenboek. Een van die prominenten was de tennisser Björn Borg. In de begin van de Tweede Wereldoorlog nam het Duitse leger het voormalige vliegveld van Keerbergen in en stalde er een eenheid verkenningsvliegtuigen. De Duitse piloten kregen de Grand Veneur ter beschikking tot in 1944, wanneer de Amerikaanse defensie het gebouw overneemt. Vervolgens werd de Grand Veneur het coördinatiecentrum tegen de Duitse V-bommen op Antwerpen. Vanuit de Grand Veneur coördineerde de Amerikaanse legertop onder leiding van generaal Clare H. Armstrong de operatie "Antwerp X". De V-bommen, die oorspronkelijk uit de richting van Trier kwamen, werden in kaart gebracht. Aan de hand van die gegevens probeerde men de aankomende V-bommen uit de lucht te schieten. Dit had veel succes, van de 2394 gedetecteerde V-bommen werden er effectief 2183 uit de lucht geschoten. Wel betreft het hier enkel de V1, de V2 die een raket was, kon men niet uit de lucht schieten. Na de oorlog werd het hotel terug geopend; Er werd actief reclame gemaakt met Antwerp X. Op 21 maart 1945 signeerde Koningin Elisabeth het gastenboek. Later logeerde de Mwami van Rwanda er een hele tijd. Opmerkelijk is dat de Mwami niet in een gewoon bed kon slapen. Speciaal voor hem werd er een hut in het park van de Grand Veneur gebouwd. Hij werd later ook ereburger van Keerbergen. Vandaag zijn er in Keerbergen nog de Rwandadreef en Mwami Mutaradreef die zijn bezoeken herdenken. In 1966 verkocht Julien Peere zijn hotel aan de baronnen Bernard & Jean-Henri de Marcken de Mercken. Deze baronnen waren eveneens de projectontwikkelaars die o.a. ook het meer van Keerbergen lieten uitgraven. Sinds dan ging het bergaf met het hotel, het gastenaantal daalde enorm. In 1976 werd het hotel verkocht aan de familie "Catz", zij maakten van de "Grand-Veneur" nog een tijd een rendez-voushotel en brachten in de kelders van het gebouw een illegaal casino onder. Van het ooit zo chique hotel bleef niet veel meer over. In 1978 viel de BOB binnen in de "Grand-Veneur" en zij hebben het hotel definitief gesloten. Wat later volgde het uiteindelijke faillissement van hotel "Le Grand-Veneur".

### Internaat van het Koninklijk Atheneum
Het hotel werd in 1978 doorverkocht aan het ministerie van onderwijs, dat in twee jaar tijd het gebouw ombouwde tot meisjesinternaat van het nabijgelegen Koninklijk Atheneum van Keerbergen. Het internaat opende in 1980.
Echter, door de hoge onderhoudskosten werd in 2002 besloten het meisjesinternaat te verhuizen naar de campus van het Atheneum zelf.

### Administratieve hoofdzetel
Door de verhuis van het meisjesinternaat kwam de "Grand-Veneur" opnieuw leeg te staan. Vanaf september 2002 werd in het gebouw de administratieve hoofdzetel van Scholengroep 5 ondergebracht. Vanuit de "Grand-Veneur" werd de administratie van de ganse scholengemeenschap Mechelen-Keerbergen-Heist o/d Berg verzorgd, waaronder ook die van het Koninklijk Atheneum van Keerbergen. Er werd ook een vestiging van het Centrum voor Leerlingenbegeleiding ondergebracht. Er werden kleine verbouwingswerken gedaan zodat er ook medische onderzoeken van het CLB-9 konden plaatsvinden.
In 2011 verhuisde de administratieve zetel en het CLB naar Putte waardoor het pand wederom leeg kwam te staan. Er werd geen nieuwe bestemming meer gezocht.

## Verval & Verkoop

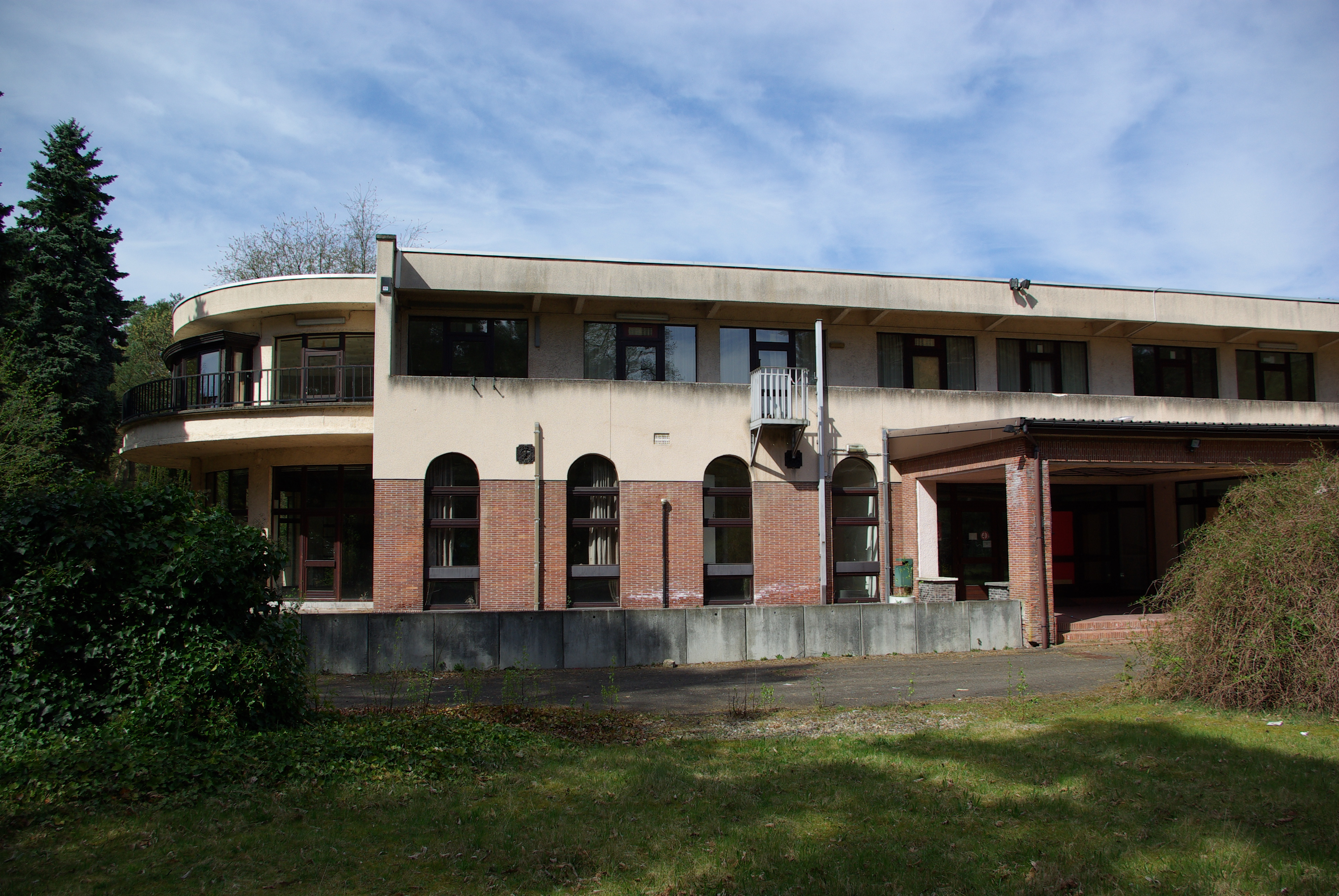
Le Grand Veneur uitzicht

Sinds het gebouw in 2011 leeg kwam te staan werd het zwaar vernield door vandalen die zowel binnen als buiten grote schade aanrichtten. Vele historische elementen in het gebouw werden helemaal vernield. De gedenksteen van Antwerp X, die de stad Antwerpen schonk aan Le Grand Veneur werd preventief verwijderd. Het toenmalige Keerbergse gemeentebestuur, dat zelf geen eigenaar was, liet in samenspraak met het gemeenschapsonderwijs door Interleuven een studie uitvoeren om er misschien satellietkantoren van te maken. Het gemeenschapsonderwijs ging niet akkoord. Ook werden er meerdere aanvragen gedaan tot klassering van het pand, maar deze werden telkens afgewimpeld.
In 2015 besloot de scholengroep het gebouw openbaar te verkopen. In goede staat werd het gebouw geschat op 600.000 euro. De scholengroep vond dit echter te weinig en de instelprijs bij de eerste zitdag van de openbare verkoop bedroeg 1.300.000 euro. Dit leverde geen enkele koper op. Een maand later, in december 2015 werd het gebouw opnieuw openbaar te koop aangeboden met de instelprijs van 900.000 euro. Dit leverde wel een koper op, een projectontwikkelaar uit Putte die 926.000 euro voor het pand neertelde.

## Verbouwingen
De projectontwikkelaar was van plan om Le Grand Veneur tot 10 luxeappartementen om te bouwen. In mei 2016 ontdekte echter een jongen dat de voorbereidende werken reeds zonder geldige stedenbouwkundige vergunning van start waren gegaan. Hij contacteerde de burgemeester, Dominick Vansevenant en het schepencollege. Na een plaatsbezoek door het college  werd er vastgesteld dat de werken die in uitvoering waren, vergunningsplichtig waren. Hierop werden de werken stilgelegd en proces-verbaal opgesteld. Na een bouwaanvraag volgde begin juni 2016 een openbaar onderzoek waarna een bouwvergunning werd afgeleverd in september. De werken werden daarna onmiddellijk opnieuw gestart.

## Afbeeldingen

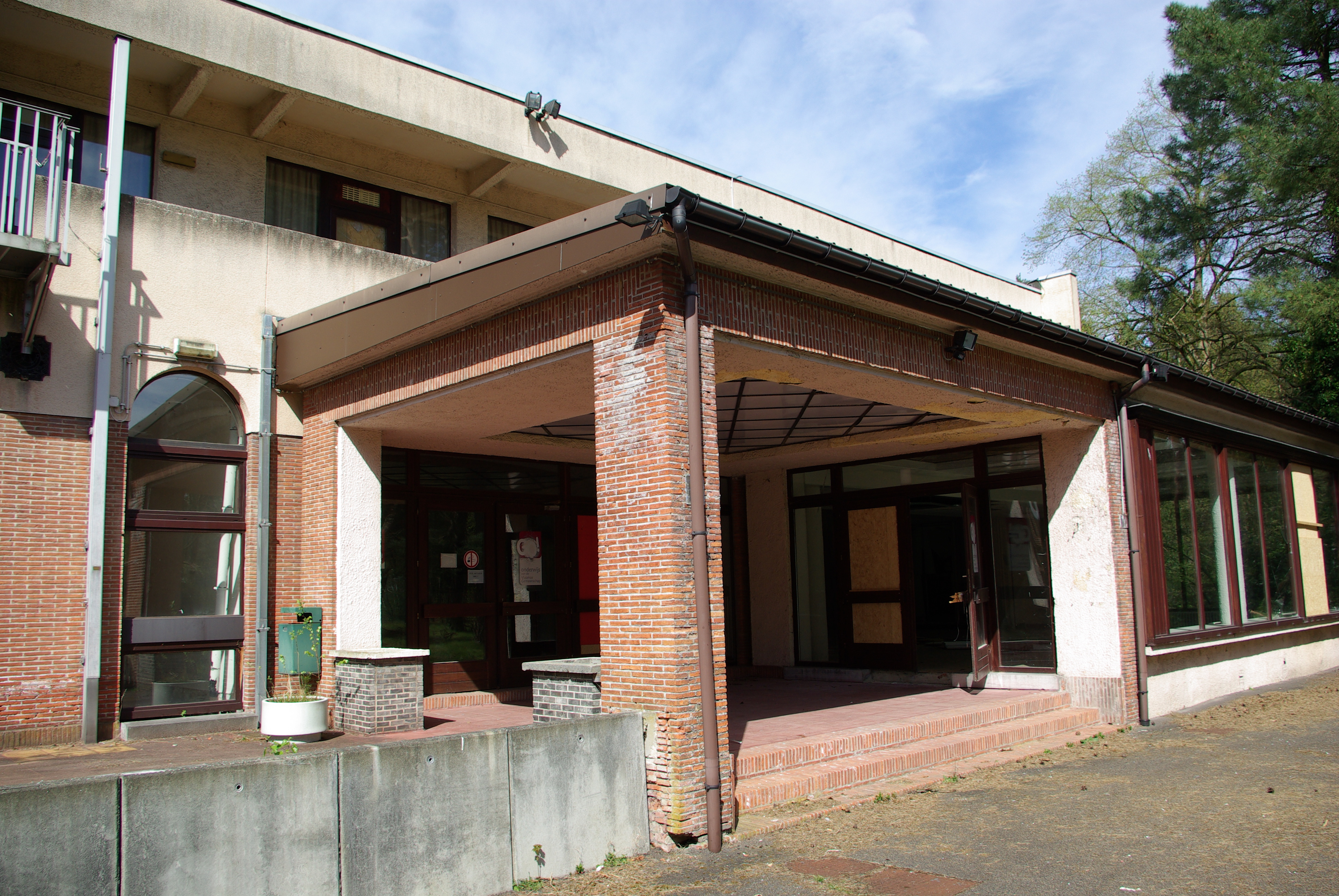
Inkom Grand Veneur
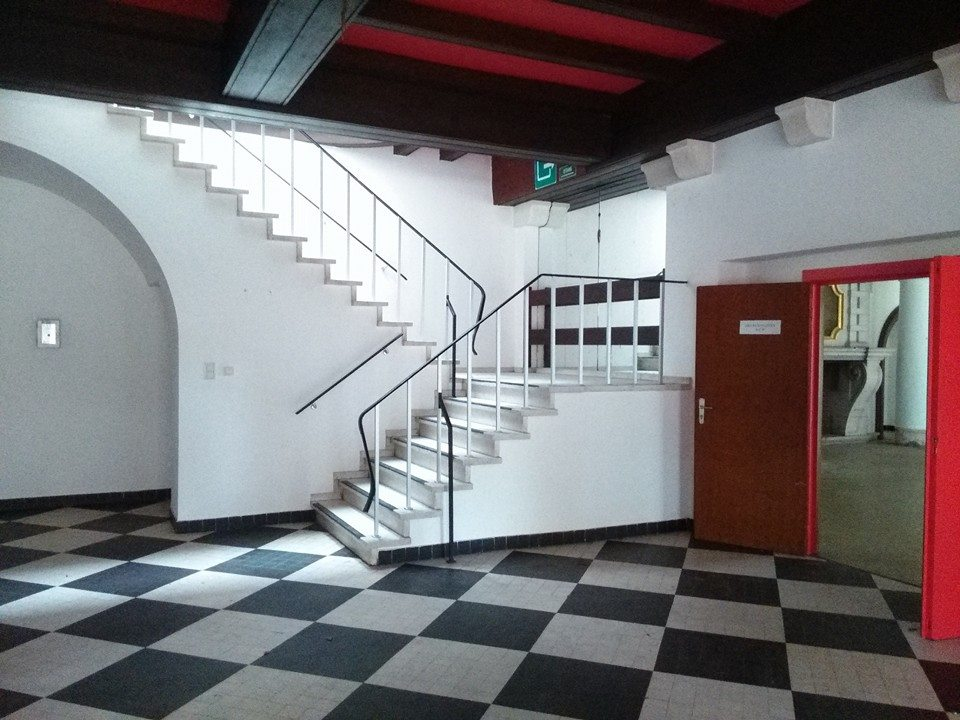
Inkomhal in 2015
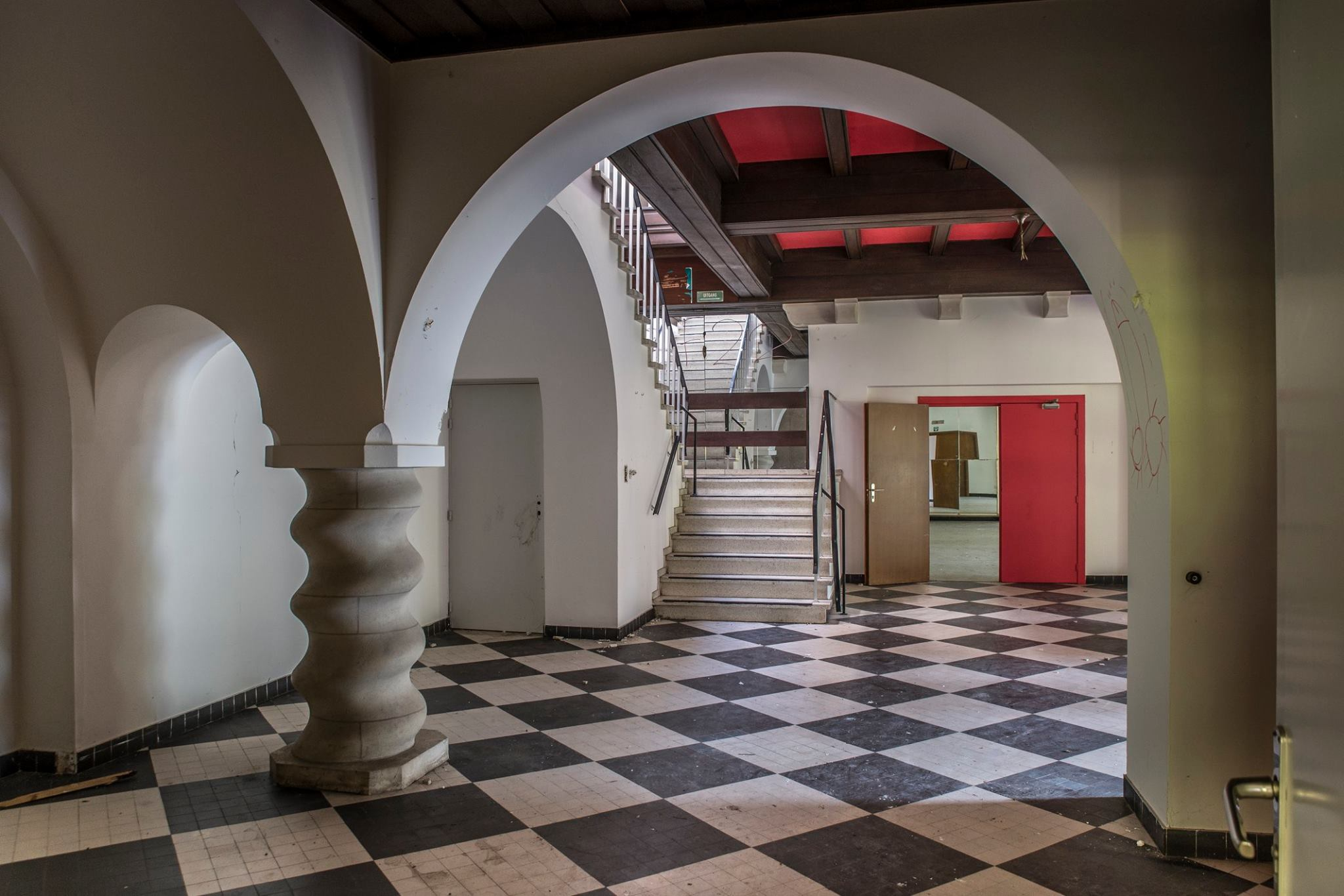
Inkomhal 2015
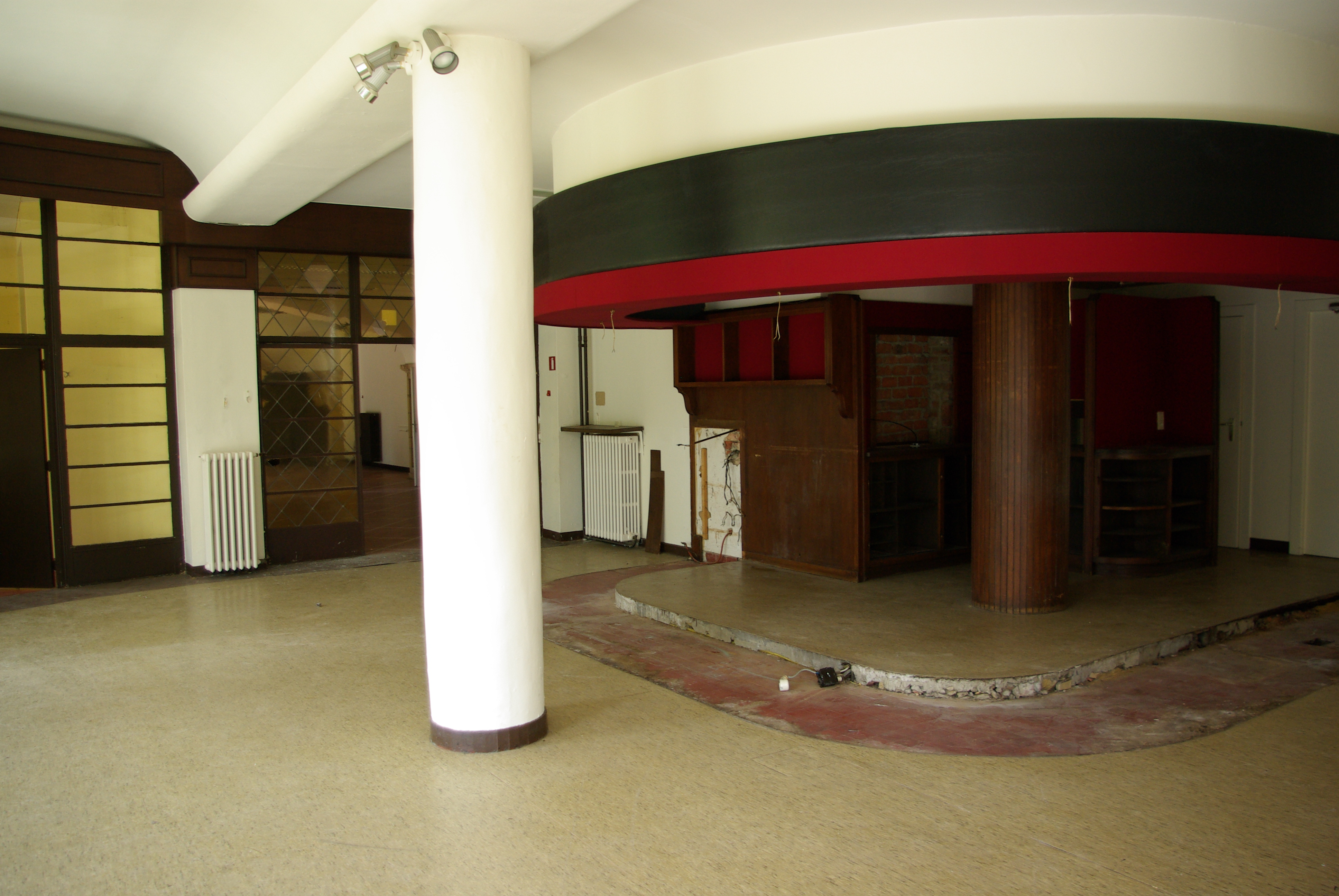
Voormalige bar
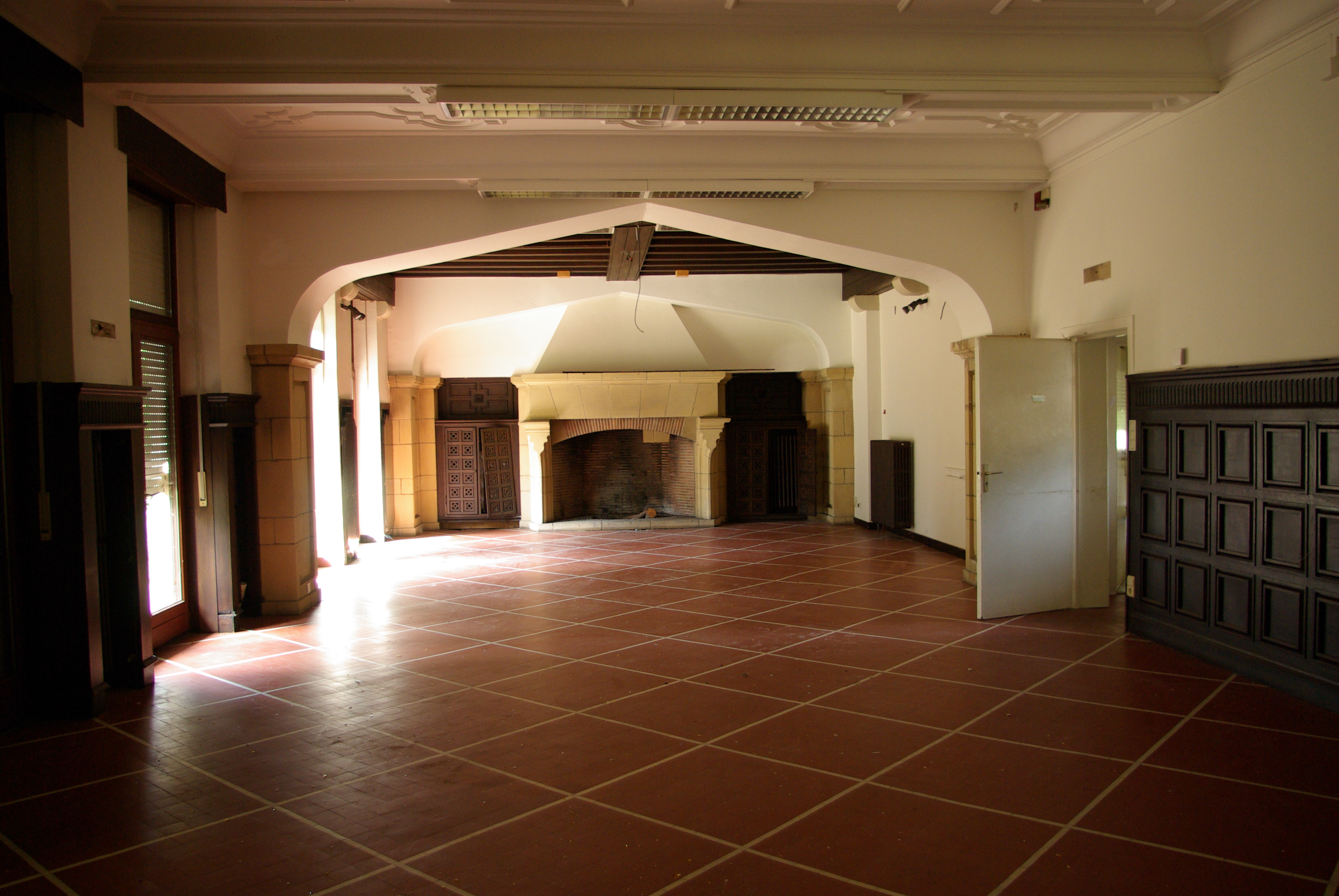
Salon in 2015
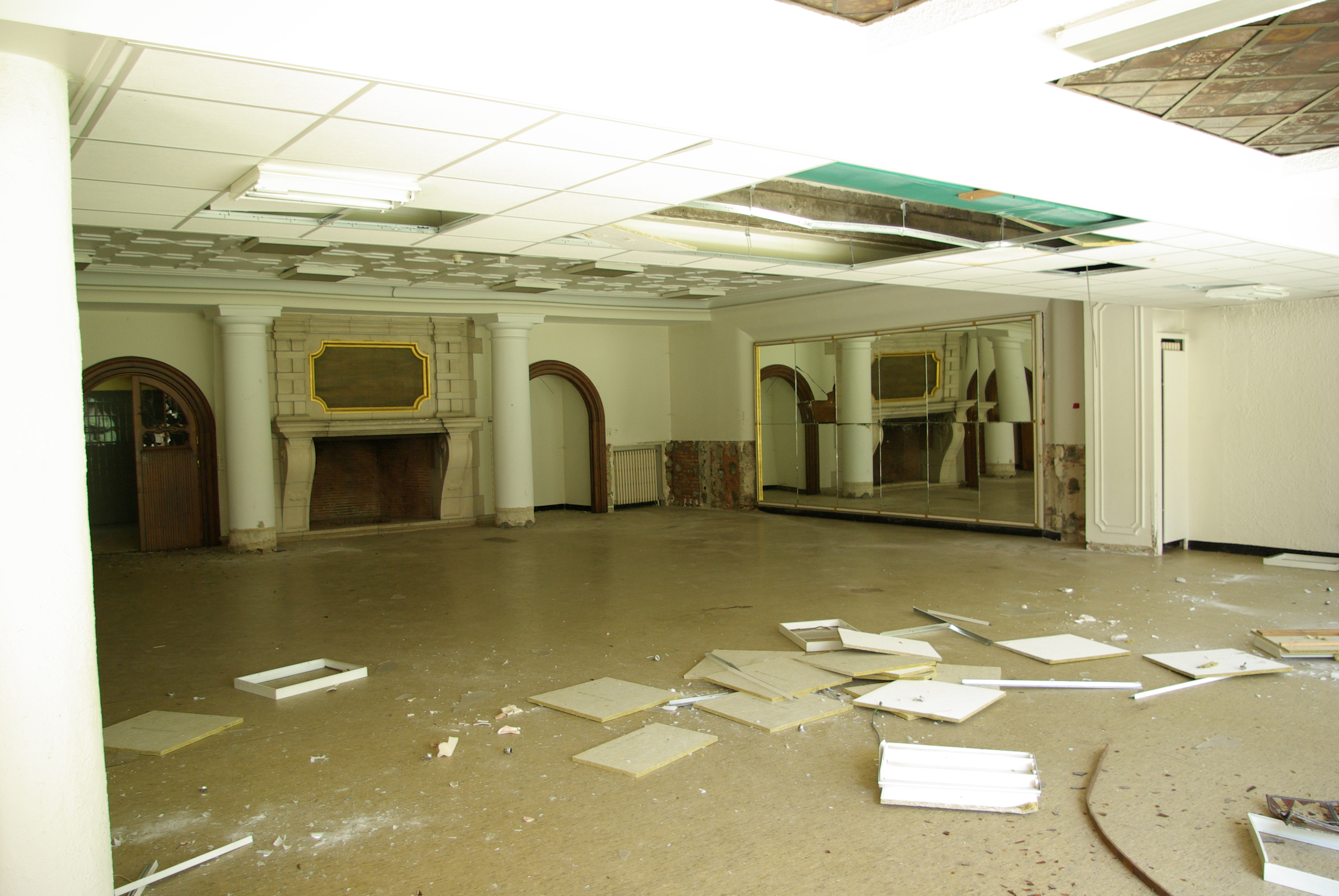
Restaurant in 2015
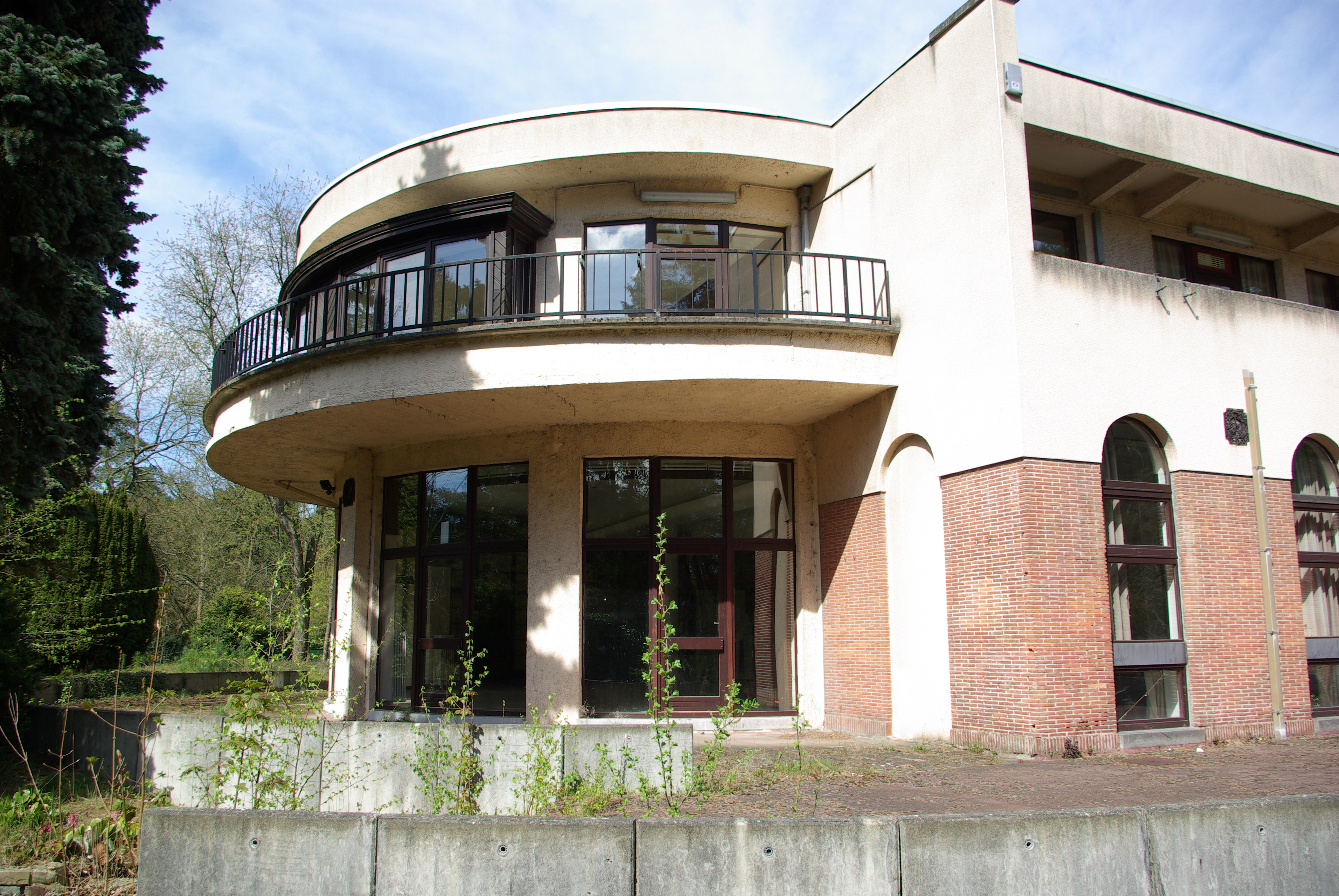
Uitzicht voorzijde
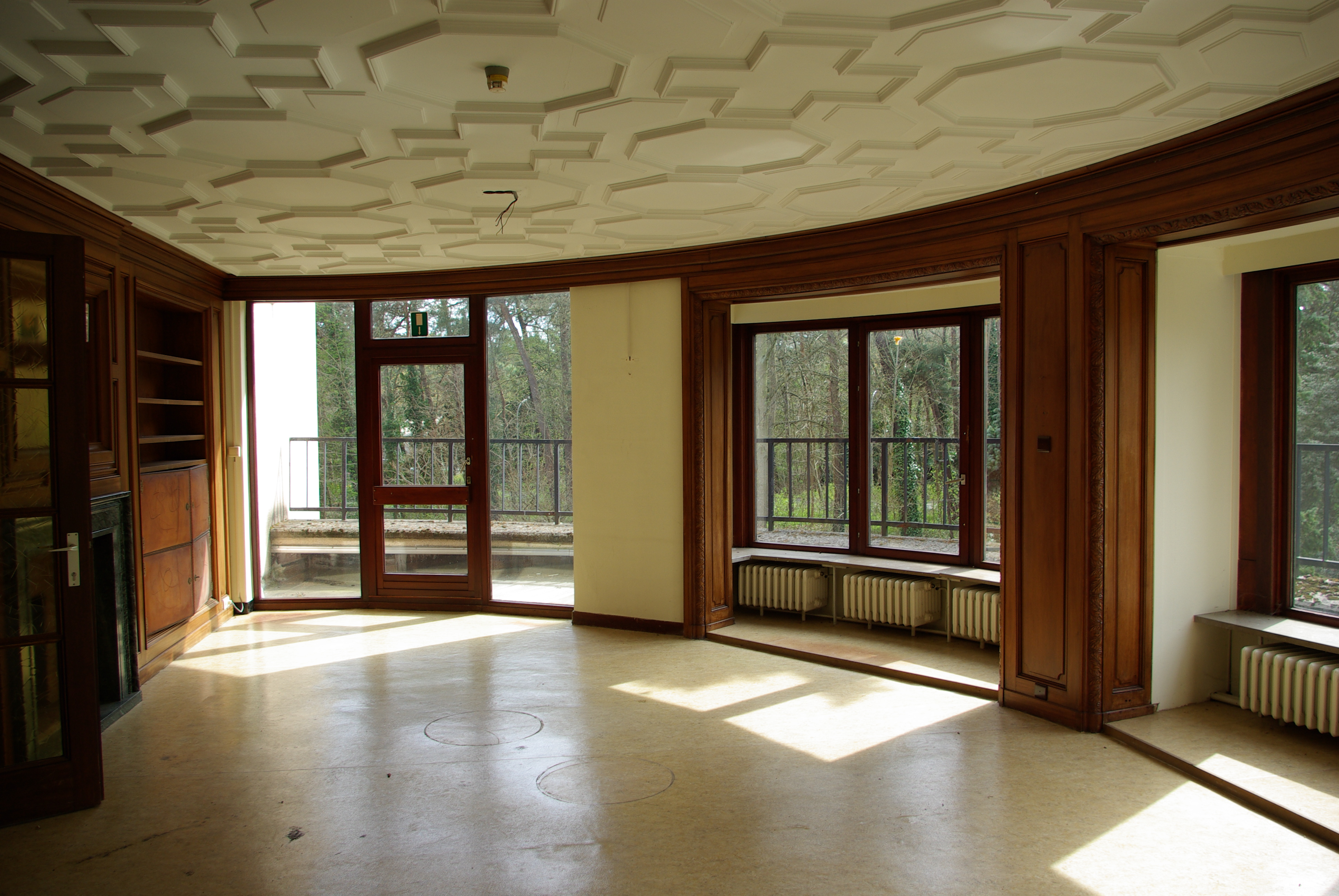
Voormalige hotelsuite 2015
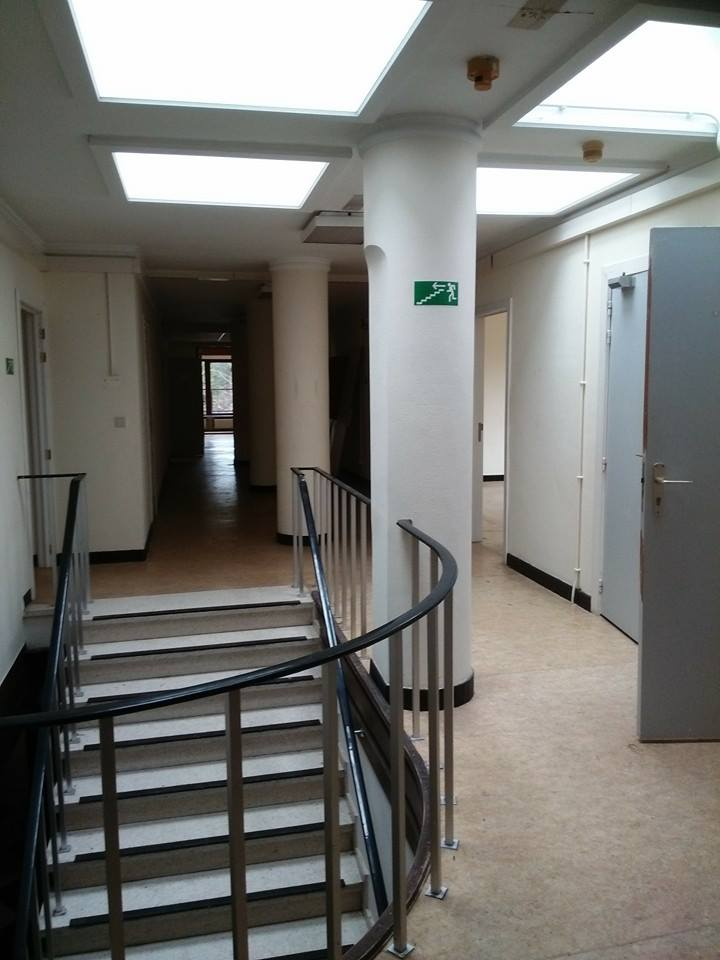
Gang 2e verdieping
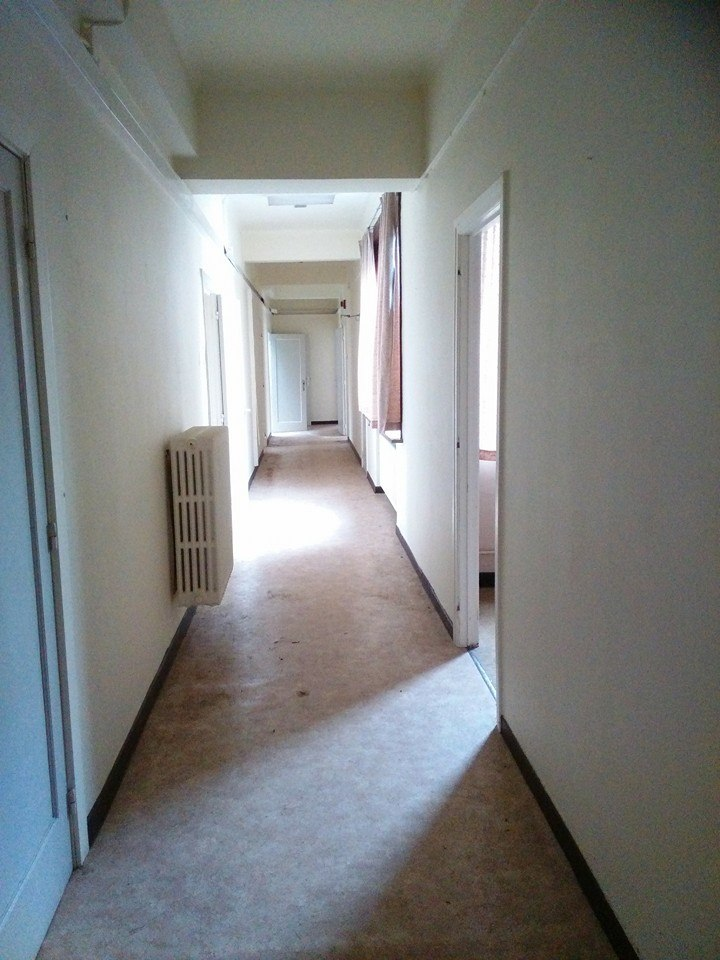
Gang 2e verdieping
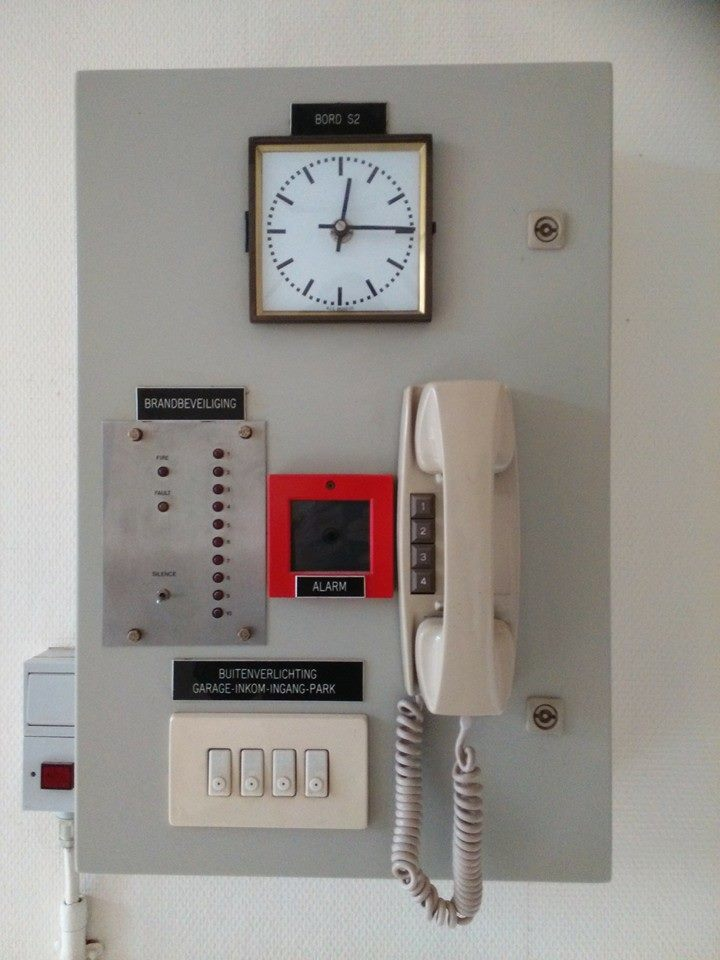
Oud schakelbord
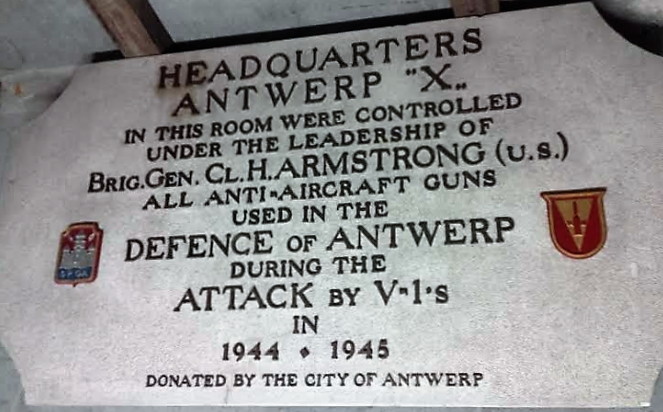
Gedenksteen Antwerp X
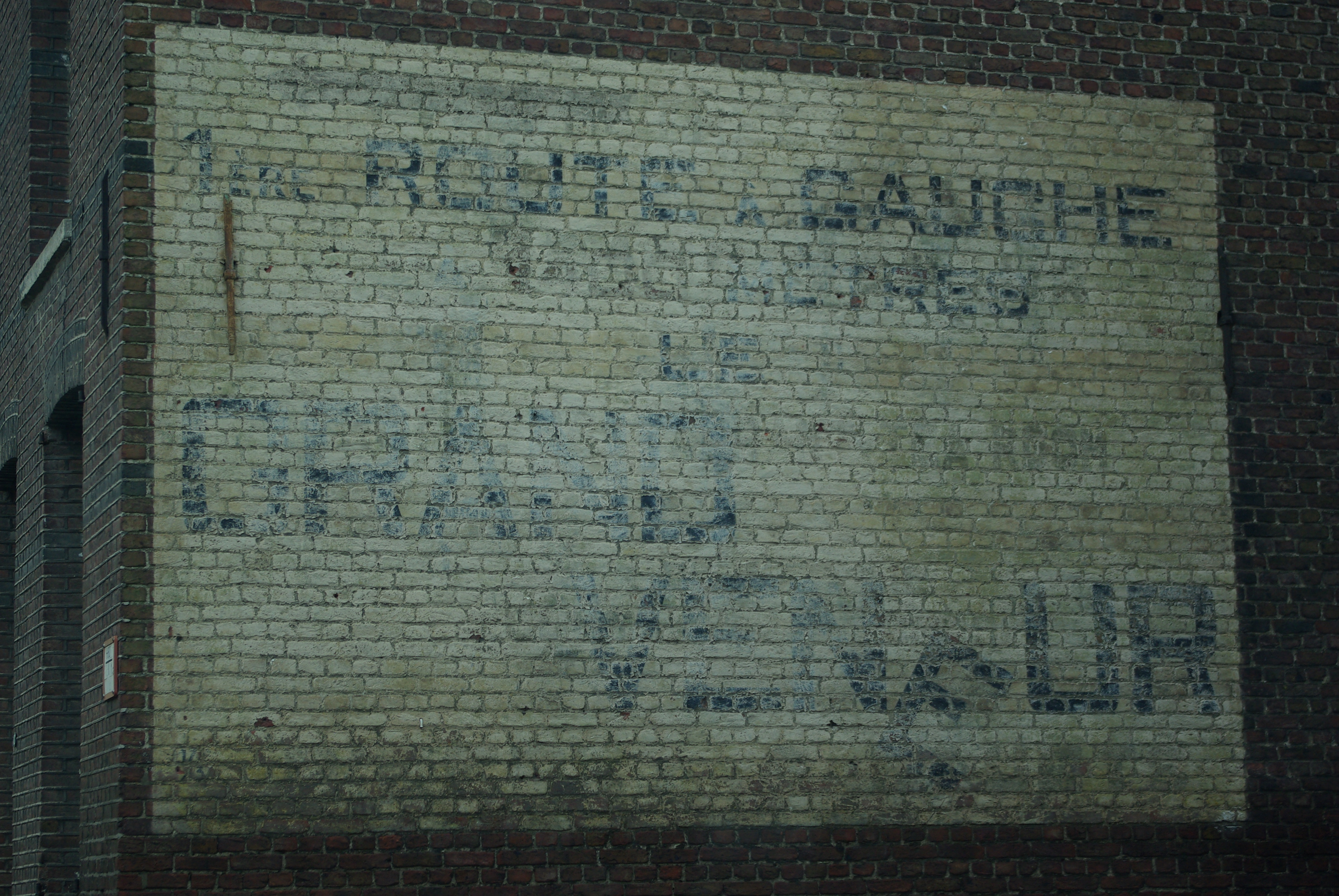
Reclameschildering Grand Veneur